# Earl

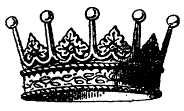
Earlkrona

Earl är en brittisk ämbets- och sedermera adelstitel.  Ordet har samma språkliga ursprung som den medeltida svenska titeln jarl. Earl-värdigheten ärvs (i förekommande fall) genom primogenitur, det vill säga den äldste sonen eller äldste manlige (normalt) släkting ärver titeln. En earl omnämns och tilltalas ofta som Lord med tillägg av titulaturnamnet, till exempel Lord Grey (earl Grey) eller Lord Essex (earl of Essex).